# Netopýr pestrý
Netopýr pestrý (Vespertilio murinus) je druh netopýra z čeledi netopýrovití.

## Popis
Netopýr pestrý je různobarevný, velký cca 5–6 cm s rozpětím křídel 27–33 cm a váží 12–23 gramů. Jeho jméno je odvozeno z dvojité barvy jeho srsti. Hřbet je tmavě hnědý s šedou srstí. Spodek je bílý nebo šedý. Uši, křídla a obličej jsou černé nebo tmavohnědé.
Je to velký a těžký druh netopýra se širokými křídly. Ocas a prsty jsou krátké.
V průměru se dožívá jedenácti let.

## Etologie
Loví komáry, chrostíky a moly. Používají přitom ultrazvuk o frekvencí 25 až 27 kHz. Loví po soumraku ve výšce 10 až 20 metrů. Často loví blízko potoků, jezer, lesů nebo okolo pouličního osvětlení. Během studeného počasí zůstávají v úkrytu.
Jejich výskyt je vzácný, proto není jejich způsob života velmi známý. Ve skupinách žije 50 nebo i několik set dospělých jedinců. V Západní Evropě mají skupiny většinou 250 jedinců a dají se najít pouze během jara a časného léta. Jsou stěhovaví, přičemž překonávají cca 900 km dlouhé vzdálenosti. Jsou známy případy, kdy se netopýři nestěhují, ale hibernují. Hibernace probíhá od října do března. Dokáží snést teploty do -2,6 °C.

## Rozmnožování
Samice vytvářejí hnízda během května a července, přičemž rodí dvě mláďata. Jakmile jsou mláďata odstavena, samice opouští hnízdiště. V Západní Evropě se mláďata rodí počátkem června. Mladí jedinci létají po 3 až 4 týdnech.

## Výskyt
Vyskytují se v Střední a Západní Evropě a v Asii. Jejich přirozený biotop jsou horské oblasti, stepi a zalesněné oblasti. V Západní Evropě se nacházejí zejména ve městech. Je chráněn, protože ho ohrožují insekticidy. Také mu hrozí ztráta přirozených lokalit výskytu.